# Nico Schulz
Nico Schulz (Berlim, 1 de abril de 1993) é um futebolista profissional alemão que atua como Lateral-esquerdo, Atualmente está no Ankaragücü.

## Carreira
Nico Schulz começou a carreira no Hertha BSC.

## Títulos
Borussia Dortmund
- Supercopa da Alemanha: 2019
- Copa da Alemanha: 2020–21[3]